# Philippe Torreton

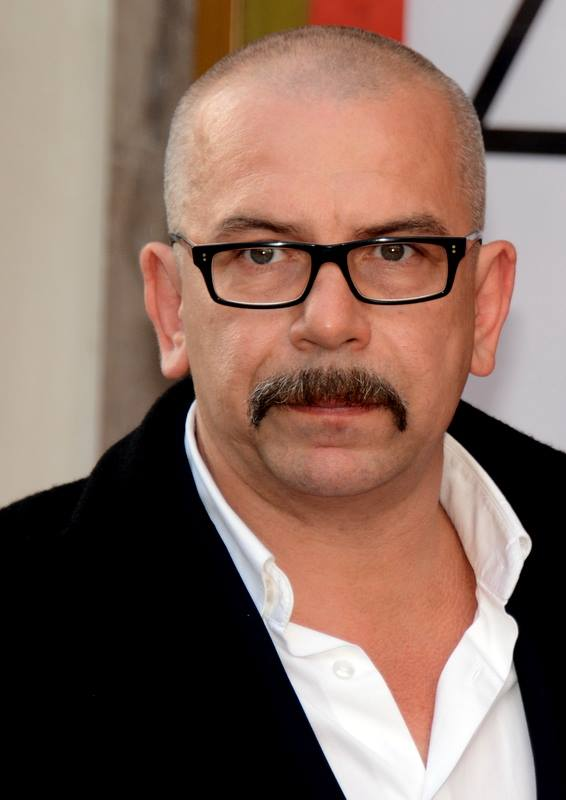
Philippe Torreton 2014

Philippe Torreton (* 13. Oktober 1965 in Rouen, Département Seine-Maritime) ist ein französischer Schauspieler.

## Biografie
Torreton wurde in Rouen als Sohn eines Tankwarts und einer Lehrerin geboren und wuchs hier in einem Vorort auf. Die Schauspielerei erlernte er am Conservatoire national supérieur d’art dramatique, das er zusammen mit Madeleine Marion, Catherine Hiegel und Daniel Mesguich besuchte. Sein Filmdebüt gab er 1990 in Dernier regard. Bis 2011 folgten Rollen in 40 Film- und Fernsehproduktionen. Der Durchbruch als Filmschauspieler stellte sich im Jahr 1996 mit der Titelrolle in Bertrand Taverniers Tragikomödie Hauptmann Conan und die Wölfe des Krieges ein. Für seine Darstellung des Hauptmanns, der nach dem Ersten Weltkrieg nicht ins bürgerliche Leben zurückfindet, erhielt er 1997 den César als bester Hauptdarsteller. Drei weitere Male wurde er für den wichtigsten französischen Filmpreis nominiert: 2000 als leidenschaftlicher Direktor einer Vorschule im wirtschaftlich maroden Norden Frankreichs (Es beginnt heute), 2005 als Leuchtturmwärter auf einer bretonischen Insel (Die Frau des Leuchtturmwärters) und 2012 als nach einer wahren Begebenheit fälschlich des Kindesmissbrauchs bezichtigter Familienvater Alain Marécaux (Haftbefehl – Im Zweifel gegen den Angeklagten). Parallel zu seiner Arbeit in Film und Fernsehen spielt Torreton Theater und wurde für seine Leistungen in Les Fourberies de Scapin (1998) und Richard III. für den französischen Theaterpreis Molière nominiert. 2007 spielte er die Hauptrolle in dem Film Ulzhan – Das vergessene Licht von Regisseur Volker Schlöndorff.
Torreton engagiert sich auch in der französischen Politik. 2002 unterstützte er den grünen Präsidentschaftskandidaten Noël Mamère und 2007 die Kandidatin Ségolène Royal. 2008 kandidierte er für die Sozialistische Partei bei den Kommunalwahlen in Paris und gehörte bis 2010 dem Conseil de Paris an.
Torreton war in erster Ehe mit der Schauspielerkollegin Anne-Marie Étienne verheiratet, mit der er zwei Kinder hat. Nach einer vierjährigen Beziehung mit Claire Chazal, die 2007 endete, heiratete er im Juni 2008 erneut. Eine Tochter wurde am 10. Dezember 2008 geboren.

## Filmografie (Auswahl)
- 1990: Dernier regard
- 1991: La neige et le feu
- 1992: Auf offener Straße (L.627)

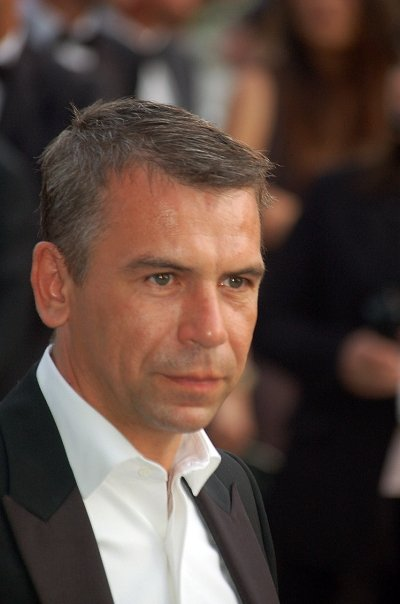
Torreton bei den 60. Filmfestspielen von Cannes (2007)

- 1993: Ein neues Leben (Une nouvelle vie)
- 1994: Le petit qui attend le facteur
- 1994: La serva amorosa
- 1994: Vergiß mich (Oublie-moi)
- 1994: Ein schwarzer Engel (L’ange noir)
- 1995: Der Lockvogel (L’appât)
- 1996: Ein schöner Sommer (Le bel été 1914)
- 1996: Hauptmann Conan und die Wölfe des Krieges (Capitaine Conan)
- 1999: Es beginnt heute (Ça commence aujourd'hui)
- 2001: Félix et Lola
- 2001: Liebe macht schwindlig (Vertiges de l’amour)
- 2003: Monsieur N.
- 2003: Zu schön zum Sterben (Corps à corps)
- 2003: Dear Hunter
- 2004: Die Frau des Leuchtturmwärters (L'Équipier)
- 2005: Jaurès, naissance d’un géant (TV)
- 2005: Sky Fighters (Les chevaliers du ciel)
- 2007: Jean de La Fontaine, le défi
- 2007: Ulzhan – Das vergessene Licht (Ulzhan)
- 2007: La vie sera belle (TV)
- 2008: La reine et le cardinal (TV)
- 2009: Ghettogangz 2 – Ultimatum (Banlieue 13 – Ultimatum)
- 2011: Haftbefehl – Im Zweifel gegen den Angeklagten (Présumé coupable)
- 2011: Die Kunst zu lieben (L’art d’aimer)
- 2011: Rebellion (L’ordre et la morale)
- 2013: Der Schaum der Tage (L’écume des jours)
- 2014: Mit innerer Überzeugung (Intime conviction) (TV)
- 2015: Dein Wille geschehe (Ainsi soient-ils, TV-Serie, 1 Folge)
- 2017: Steht auf, Genossinnen (Mélancolie ouvrière)
- 2019: Drei Tage und ein Leben (Trois jours et une vie)
- 2024: Auf hoher See (En haute mer, Fernsehvierteiler)

## Auszeichnungen und Nominierungen
- 1997: César – Auszeichnung als bester Hauptdarsteller für Hauptmann Conan und die Wölfe des Krieges
- 1997: Cabourg Romantic Film Festival – Auszeichnung als bester Darsteller für Hauptmann Conan und die Wölfe des Krieges
- 1997: Europäischer Filmpreis – Nominierung als bester Darsteller für Hauptmann Conan und die Wölfe des Krieges
- 1999: Europäischer Filmpreis – Nominierung als bester Darsteller für Es beginnt heute
- 2000: Prix Lumières – Auszeichnung als bester Darsteller für Es beginnt heute
- 2000: Premio Sant Jordi – Auszeichnung als bester ausländischer Darsteller für Es beginnt heute
- 2000: César – Nominierung als bester Hauptdarsteller für Es beginnt heute
- 2005: César – Nominierung als bester Hauptdarsteller für Die Frau des Leuchtturmwärters
- 2012: César – Nominierung als bester Hauptdarsteller für Haftbefehl – Im Zweifel gegen den Angeklagten